# José Honorato da Silva e Sousa
José Honorato da Silva e Sousa (Goiás, 2 de maio de 1898 — ?, ?) foi um político brasileiro. Exerceu o mandato de deputado federal constituinte por Goiás em 1934.